# Baron Perlman
Pour les articles homonymes, voir Perlman.
 (octobre 2015).
Baron Perlman est un psychologue américain enseignant-chercheur, il enseigne et dirige principalement ses recherches sur les méthodes d'enseignement de la psychologie.

## Ses activités
Obtenant son doctorat en psychologie clinique à l'Université d'État du Michigan en 1974, Baron Perlman est professeur au Département de psychologie à l'Université Oshkosh dans le Wisconsin et conseiller de la Société de APA pour l'enseignement de la psychologie. Il préside la faculté du développement du Wisconsin et est rédacteur en chef de la section enseignement dans les colonnes de l'APS Observer. 

## Ses recherches
Ses recherches portent sur le cycle d'enseignement à partir de deux perspectives. La première éclaire l'enseignement en cours de préparation et d'encadrement et de développement du corps professoral, et la place de l'enseignement dans le processus de recrutement. La seconde fournit des programmes des données utiles pour les professeurs et les ministères dans leurs politiques décisionnelles et des programmes de premier enseignement. 